# Moshoeshoe II
Constantine Bereng Seeiso, né le 2 mai 1938 et mort le 15 janvier 1996, est chef suprême du Basoutoland et succéda à Seeiso le 12 mars 1960. Le 4 octobre 1966, il est couronné roi du Lesotho indépendant sous le nom de Moshoeshoe II.

## Biographie
Né début mai 1938, Constantine Bereng Seeiso est le fils de Seeiso et d'une de ses épouses. Il est de ce fait le descendant direct du fondateur de la nation basouto, Moshoeshoe Ier, qui, en 1868, a placé son pays, menacé d'annexion par les Boers, sous la protection de la Grande-Bretagne. Il commence ses études à Maseru, avant de poursuivre en Grande-Bretagne, au Ampleforth College (à York), puis au Corpus Christi College à Oxford,. 
À la mort de son père, en décembre 1940, il est trop jeune pour lui succéder. La première épouse de Seeiso, 'Mantsebo Amelia 'Matsaba Sempe (qui n'est pas sa mère mais une de ses belles-mères) est désignée pour assurer une régence. Le pays s'appelle alors le Basutoland. Il n'accède à la couronne royale du Basutoland qu'en mars 1960, et choisit de s'intituler désormais Moshoeshoe II,. En octobre 1966, le pays acquiert son indépendance et devient le Lesotho, avec une constitution de monarchie parlementaire qui limite les pouvoirs du monarque à un rôle de représentation et confie l'exécutif au Premier ministre, comme en Grande-Bretagne. Il conteste cette constitution qui fait de lui « un souverain qui règne mais ne gouverne pas », et critique les orientations du gouvernement qui se veut proche du régime d'apartheid de l'Afrique du Sud, alors que le Lesotho est enclavé en son sein. Moshoeshoe II affiche des convictions panafricaines et socialisantes. Le Premier ministre Leabua Jonathan, chef du Parti national ou Basutoland National Party (BNP), le met en résidence surveillée en décembre 1966. Quelques semaines plus tard, Moshoeshoe II accepte de respecter la Constitution.
Lors des élections législatives lésothiennes de 1970 (en), le Parti du Congrès ou Basutoland Congress Party (BCP) l'emporte sur le BNP. Le Premier ministre Leabua Jonathan organise alors un auto-coup d'État,  annule la consultation, déclare l'état d'urgence, suspend la constitution et dissout le Parlement. Il obtient le départ du roi en exil le 3 avril et cumule les fonctions de chef de l'État et de Premier ministre jusqu'en juin, date à laquelle il accepte le retour de Moshoeshoe II lorsque celui-ci valide l'annulation des élections.
Le roi est à nouveau destitué le 10 mars 1990 et son fils Letsie III est forcé le 12 novembre 1990 à accéder au trône du Lesotho. Mosheshoe II se réfugie alors au Royaume-Uni.
Le 25 janvier 1995, il redevient roi du Lesotho jusqu'à sa mort le 15 janvier 1996. Il trouve la mort à l'âge de 57 ans dans un accident de la route, quand sa voiture plonge d'une route de montagne au matin du 15 janvier 1996. L'accident tue également son chauffeur. D'après le gouvernement, Moshoeshoe était sorti à 1 h du matin afin de voir son bétail à Matsieng et retournait à Maseru à travers les monts Maluti quand sa voiture est sortie de la route.
Son fils Letsie III redevient roi du Lesotho le 7 février 1996.